# Redwood (Teksas)
Redwood – jednostka osadnicza w Stanach Zjednoczonych, w stanie Teksas, w hrabstwie Guadalupe.